# Federico Cervelli
Federico Cervelli (Milan 1625 - avant 1700) était un peintre italien du XVIIe siècle.

## Biographie
Né à Milan, Federico Cervelli part s'installer à Venise alors qu'il a environ 30 ans et y établit son atelier.
À l'origine, il avait appris son art après de Pietro Ricci, dit Il Lucchese. La première peinture qu'on lui attribue est Le Sacrifice de Noé (1678), conservé à l'église Santa Maria Maggiore de Bergame.
Depuis 1956, on lui attribue également un Massacre des innocents à la basilique San Giorgio Maggiore de Venise, et Le Martyre de Saint-Théodore, exposé à la Scuola Grande di San Teodoro. Son style vénitien se rapproche de ceux établis par Pietro Liberi et Sebastiano Mazzoni.
Parmi ses élèves, selon l'expert Antonio Maria Zanetti, se trouve Sebastiano Ricci.

## Œuvres
- Diane et Callisto, 1670.